# Martina Filjak
Martina Filjak (* 14. Dezember 1978 in Zagreb) ist eine kroatische klassische Pianistin.

## Leben und Werk
Martina Filjak wurde 1978 in Zagreb in eine Pianistenfamilie hineingeboren. Sie gab ihr Orchesterdebüt im Alter von zwölf Jahren mit dem Zagreb Soloists Chamber Orchestra. Sie studierte an der Musikhochschule Zagreb, am Wiener Konservatorium und an der Hochschule für Musik und Theater Hannover. Sie absolvierte Zusatzstudien an der Klavierakademie Como. 2008 gewann sie den ersten Preis beim Maria-Canals-Wettbewerb in Barcelona sowie beim Viotti-Wettbewerb in Italien. Sie ist außerdem Preisträgerin des Ferruccio Busoni-Klavierwettbewerbs 2007 und gewann 2009 den ersten Preis beim Cleveland International Piano Competition.
Sie tritt mit führenden Orchestern unter Dirigenten wie Jahja Ling, Christian Zacharias, Heinrich Schiff, Theodor Guschlbauer und Stefan Sanderling an musikalisch bedeutsamen Orten wie dem Amsterdamer Conzertgebouw, dem Berliner Konzerthaus dem Auditori und dem Palau de la Música Catalana in Barcelona, der New Yorker Carnegie Hall, dem Straßburger Palais des Congrès oder dem Wiener Musikverein auf.
Im Oktober 2009 wurde Filjak vom Präsidenten der Republik Kroatien für ihre künstlerischen Leistungen eine Ehrenmedaille verliehen. Filjak hat sowohl kroatische als auch italienische Staatsangehörigkeit. Sie spricht sechs Sprachen, unter anderem Deutsch, und lebt derzeit in Berlin.
Die Musikkritik charakterisiert Martina Filjak als „eine der interessantesten Künstlerinnen der letzten Jahre; sie erhält weltweit Anerkennung für ihr poetisches, passioniertes Spiel sowie für ihre Virtuosität. Sie überzeugt durch ihre charismatische Persönlichkeit und ihre magnetische Bühnenpräsenz.“ (Süddeutsche Zeitung). Die New York Times beschreibt Filjaks Musizieren als hinreißend. „Da stimmte einfach alles, von der Tongebung, über die Wahl der Tempi, der Dynamik, ihrer hochfeinen pianistischen Technik bis hin zu einer großen emotionalen Musikalität.“